# Vigilància
La vigilància és el monitoratge del comportament, d'activitats, o d'altres informacions confidencials, generalment de persones amb el propòsit d'influir-les, governar-les o protegir-les. Aquest terme pot incloure l'observació a distància per mitjà d'equips electrònics (com càmeres de circuit tancat el que comportaria una videovigilància), o la intercepció de la informació transmesa electrònicament (a través d'internet, principalment del correu electrònic, o de trucades de telèfon).
La vigilància és utilitzada per:
- Governs, per a la recopilació d'informació, la prevenció del delicte, la protecció d'actuacions, persones, organitzacions o objectes, o per a la investigació dels delictes.
- Organitzacions criminals, per planejar i cometre delictes com el robatori i el segrest.
- Empreses.
- Investigadors privats.

La vigilància és sovint una violació de la privacitat, i té l'oposició de diversos grups i activistes dels drets humans. Les democràcies liberals tenen lleis que restringeixen el seu ús per part del mateix govern i l'ús privat de la vigilància, generalment limitant-los als casos en què la seguretat pública està en risc. Els governs autoritaris poques vegades tenen cap restricció en el seu ús; i la vigilància per espionatge internacional és comuna entre tots els tipus de països.
En els mètodes de vigilància d'avui en dia beuen les dades massives, ja que hi ha moltes dades acumulades sobre cada persona.